# Emilio Acevedo

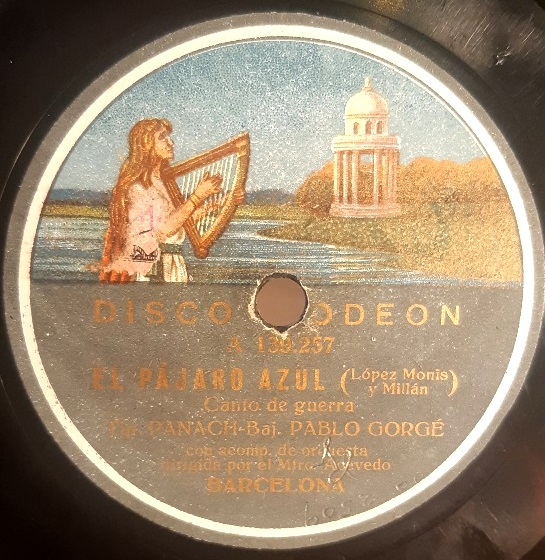
Von Acevedo dirigierte Schallplatte (Barcelona 1921)

Emilio Acevedo y Muro (* 30. Juli 1880 in Saragossa; † 18. August 1938 in Madrid)  war ein spanischer Komponist und Dirigent.

## Leben und Rezeption

### Frühe Dirigentenkarriere, Jahre in Buenos Aires und Havanna
Emilio Acevedo leitete als Dirigent am 22. Juli 1901 die Aufführung einer Compañia de Zarzuela im Teatro del Casino in Ripoll. Er verbrachte mehrere Jahre in Buenos Aires und Havanna und war dort ein gefeierter Dirigent.

### Jahre in Madrid
Ab 1919 trat er in Madrid als Dirigent und Komponist von Zarzuelas in Erscheinung. In den 1920er und 1930er Jahren war er Dirigent am Teatro Apollo und anderen Theatern Madrids. Im Vorfeld eines Gastspiels im Teatro del Tivoli in Barcelona wurde er in einer Vorankündigung in La Voz vom 18. Februar 1921 als el mejor de todos los que cultivan el género [der beste derer, die das Genre (der Zarzuela) pflegen] bezeichnet. 1925 war er  Präsident der Unión de Maestros directoree, concertadorea y pianistas [Verband der Korrepetitoren und Pianisten]. P. Muñoz Delgado bezeichnete ihn in ¡Tararí! vom 10. Oktober 1935 als al  eminente e ilustre director de orquesta (la primera batuta de España, sin discusión) [den hervorragenden und berühmten Orchesterdirigenten (den ersten Taktstock Spaniens, ohne Diskussion)].

### Tod und Vermächtnis
Nach seinem  Tod am 18. August 1938 in Madrid veröffentlichte La Libertad in Madrid einen Nachruf und bezeichnet ihn als notable compositor y director [bemerkenswerten Komponisten und Dirigenten].

## Werke (Auswahl)

### Zarzuelas und andere Bühnenwerke
- La vendimia. Zarzuela. Text: Julio Sánchez Gardel (1879–1937). Musik: Emilio Acevedo. Aufgeführt am 21. Mai 1915 in Buenos Aires.[7]
- El Pais del Oro, Humorada lirica oder Caricatura in drei Teilen, Prolog und Epilog. Text: Manuel G. de Lara und Luis Fernández Garcia de Sevilla. Musik: Emilio Acevedo.[8]
- 1919: El Anillo de los faraones. [Der Ring der Pharaonen]. Text: Sinesio Delgado (1895–1928). Kindliche Geschichte in zwei Akten, unterteilt in neun Bilder. Uraufführung am 28. Dezember 1919 im Teatro Apollo in Madrid[9][10][11][Bilddokument 2]
- 1920: El sol de España. Zarzuela (Revista) in einem Akt und fünf Bildern. Text:  Miguel Mihura Álvarez. Musik: Joaquín „Quinito“ Valverde (1875–1918) und Emilio Acevedo[12]
- 1921: El  hijo  de  su  padre. Sainete Aragones. Text: Armando Oliveros († 1962) und José Maria Castellvi (1887–1961)[13][Textbuch 1]
- 1922: El canto del trovador. [Das Lied des Troubadors]. Zarzuela in zwei Akten, unterteilt in einen Prolog und drei Teile. Text: Armando Oliveros und José Maria Castellvi[14][Textbuch 2] Die Uraufführung fand im Februar 1922 im Teatro Victoria in Barcelona uraufgeführt.[15]
  - Nr. 2: Para cruzar la vida
  - Nr. 3:  La vida por la princesa[Notenausgabe 1]
  - Nr. 6: Serenata de Arnoldo y Trovadores[Tondokument 1]
- 1923: Mamá Felicidad. [Mutterglück]. Operette in drei Akten, Text: Manuel Fernández de la Puente  († 1965) und Carlos Allen-Perkis (1874–1929) Uraufführung am 30. Mai 1923 im Teatro Apollo in Madrid.
- 1924: La Boda de Antón o En un día todo cambia. [Antons Hochzeit oder an einem Tag ändert sich alles]
- 1927: Ruy Blas. Uraufführung im Teatro Pardiñas in Madrid
  - Baile de las niñas [Tanz der Mädchen] Las Meninas[Tondokument 2]
- 1928: La rosa verde, La Suerte Negra o Los Laureanos. [Die grüne Rose, das schwarze Glück oder die Laureaner], Sainete in einem Akt, Text: José Muñoz Roman, Musik: Emilio Acevedo y Muros und Francisco Alonso
- 1929:  El Romeral [Das Rosmarinfeld], Zarzuela in zwei Akten. Der zweite Akt ist in zwei Teile unterteilt. Text: José Muñoz Roman und Domingo Serrano. Musik: Emilio Acevedo y Muros und  Fernando Diaz Giles (1887–1960)[16] Die Uraufführung fand am 18. Juni 1929 im Teatro de la Zarzuela in Madrid statt. Premierenbesetzung: Carmela – Felisa Herrero (1905–1962, Sopran), Martina – Flora Perreira; Anselmo – Tino Pardo, Cristóbal – Pablo Hertogs, Ciriaco – Arturo Lledó[17]
  - Aquella, la moza en quien yo puse, Romanza[Tondokument 3]
  - Brindis[Tondokument 4]
  - Canción de Cristóbal[Tondokument 5]
  - Canción del vino[Tondokument 6]
  - Duetto cómico[Tondokument 7]
  - Romanza de Anselmo[Tondokument 8]
  - Serranica[Tondokument 9]
  - Fantasía sobre motivos de la zarzuela El romeral[Notenausgabe 2]
- 1931: La Castañuela, Zarzuela in drei Akten, Zarzuela in drei Akten. Text: Emilio González del Castillo und José Muñoz Roman.  Musik: Emilio Acevedo y Muros und Francisco Alonso. Die Uraufführung fand am 20. Januar 1931 am Teatro Calderón de Madrid statt.[Notenausgabe 3][Textbuch 3][Textbuch 4]
  - Dragones del rey, Marcha[Tondokument 10][Tondokument 11]
  - La capa del chispero, Romanza[Tondokument 12]
  - Couplés de los golillas[Tondokument 13][Tondokument 14]
  - Duetto del cesto[Tondokument 15]
  - Pasacalle de los estudiantes[Tondokument 16]
  - Pavana[Tondokument 17]
  - Pregunto muy quedito a mi corazón, Bolero[Tondokument 18]
  - Tonadilla[Tondokument 19]
- 1932: Los Laureanos
- 1940: Juan Moncada

### Sonstige Kompositionen
- Jota Aragonesa für Klavier, 1901[18]
- Mi Guitarra, Cancíon. Text: ArturoLeyra und Eugenio Aceves. Musik: Emilio Acevedo.[Digitalisat 1]
- España, marcha triunfal [Triumphmarsch], 1927[Notenausgabe 4]

## Tondokumente
1. ↑  Serenata in der Spanischen Nationalbibliothek. Eingespielt mit dem Sänger Federico Caballá und Orchesterbegleitung
2. ↑  Baile de las niñas [Tanz der Mädchen] Las Meninas  als Tondokument in der Biblioteca Digital Hispánica der Spanischen Nationalbibliothek. Digitalisierte Pianolarolle: 6873 Rollos Victoria
3. ↑  Aquella, la moza en quien yo puse, Romanza als Tondokument in der Biblioteca Digital Hispánica der Spanischen Nationalbibliothek mit der Sopranistin Josefina Bugatto und dem Bariton Pablo Gorgé.
4. ↑  Brindis als Tondokument in der Biblioteca Digital Hispánica der Spanischen Nationalbibliothek mit der Sopranistin Felisa Herrero (1905–1962), Chor und Orchester
5. ↑  Canción de Cristóbal als Tondokument in der Biblioteca Digital Hispánica der Spanischen Nationalbibliothek mit dem Sänger Pablo Hertoggs, Chor und Orchesterbegleitung
6. ↑  Canción del vino als Tondokument in der Biblioteca Digital Hispánica der Spanischen Nationalbibliothek mit der Sängerin Felisa Herrero, 1930 publiziert bei der Columbia Graphophone Company San Sebastian.
7. ↑  Duetto cómico als Tondokument in der Biblioteca Digital Hispánica der Spanischen Nationalbibliothek mit der Sängerin Felisa Herrero, Arturo Lledo und Orchesterbegleitung
8. ↑  Romanza de Anselmo
9. ↑  Serranica als Tondokument in der Biblioteca Digital Hispánica der Spanischen Nationalbibliothek mit dem Tenor Delfin Pulido (1897–1986),  1930 publiziert bei der Columbia Graphophone Company San Sebastian.
10. ↑  Dragones del rey als Tondokument in der Biblioteca Digital Hispánica der Spanischen Nationalbibliothek.  Einspielung mit Delfín Pulido y coro caballeros beim Label Columbia Graphophone Company San Sebastian
11. ↑  Dragones del rey, Marcha in der Spanischen Nationalbibliothek. Publiziert bei Odéon.
12. ↑  La capa del chispero, Romanza in der Spanischen Nationalbibliothek. Publiziert bei Odéon.
13. ↑  Couplés de los golillas als Tondokument in der Biblioteca Digital Hispánica der Spanischen Nationalbibliothek. Einspielung mit dem Sänger Eduardo Marcent und Chor beim Label Columbia Graphophone Company San Sebastian
14. ↑  Los golillas in der Spanischen Nationalbibliothek. Publiziert bei Odéon um 1931.
15. ↑  Duetto del cesto als Tondokument in der Biblioteca Digital Hispánica der Spanischen Nationalbibliothek. Einspielung mit der Sängerin Conchita Rey, dem Sänger Aníbal Vela, Chor und Orchester beim Label Odéon Barcelona.
16. ↑  Pasacalle de los estudiantes in der Spanischen Nationalbibliothek. Publiziert beim Label Odeón.
17. ↑  Pavana als Tondokument in der Biblioteca Digital Hispánica der Spanischen Nationalbibliothek. Einspielung mit der Sängerin Conchita Rey, dem Sänger Manuel Hernandez, Chor und Orchester beim Label Odéon Barcelona.
18. ↑  Pregunto muy quedito a mi corazón als Tondokument in der Biblioteca Digital Hispánica der Spanischen Nationalbibliothek.  Einspielung der Sängerin Felisa Herrero beim Label Columbia Graphophone Company San Sebastian
19. ↑  Tonadilla als Tondokument in der Biblioteca Digital Hispánica der Spanischen Nationalbibliothek.  Einspielung der Sängerin Felisa Herrero beim Label Columbia Graphophone Company San Sebastian

## Notenausgaben
1. ↑  La vida por la princesa in der Spanischen Nationalbibliothek. Publiziert bei Ildefonso Alier, Musikverlag, Madrid
2. ↑  Fantasía sobre motivos de la zarzuela El romeral in der Spanischen Nationalbibliothek. Publiziert bei Ildefonso Alier, Musikverlag, Madrid, 1929
3. ↑  La Castañuela, Partitura Vocal von 1931 in der Spanischen Nationalbibliothek.
4. ↑  España, marcha triunfal in der Spanischen Nationalbibliothek.

## Textbücher
1. ↑  'El  hijo  de  su  padre. Sainete Aragones.' als Digitalisat bei HathiTrust
2. ↑  El canto del trovador in der Spanischen Nationalbibliothek
3. ↑  La castañuela Digitalisat bei archive.org
4. ↑  La Castañuela Textbuch in der Spanischen Nationalbibliothek.

## Bilddokumente
1. ↑  Retrato dedicado del compositor Emilio Acevedo. Porträt des Komponisten Emilio Acevedo mit Widmung aus dem Jahr 1936 im Archivo General der Region Murcia.
2. ↑  Una escena De "el anillo de los Faraones", cuento infantil de Nochebuena, libro... Szene einer Aufführung von El anillo de los Faraones des Teatro de Apollo. Fotografie von Julio Duque vom 30. November 1919 beim Archivo abc.

## Digitalisate
1. ↑  Mi Guitarra als Digitalisat der Seite  32 in Nuevo Mundo vom 6. Februar 1920 in der Hemoreteca Digital der Spanischen Nationalbibliothek